# Numero ottaedrico
Un numero ottaedrico è un numero figurato che rappresenta un ottaedro, o due piramidi a base quadrata con base in comune. L'n-esimo numero ottaedrico {\displaystyle O_{n}} può essere ottenuto per somma del (n−1)-esimo con l'n-esimo numero piramidale quadrato, oppure usando la seguente formula:
{\displaystyle O_{n}={1 \over 3}(2n^{3}+n).}
I primi numeri ottaedrici della serie sono: 
1, 6, 19, 44, 85, 146, 231, 344, 489, 670, 891.
I numeri ottaedrici hanno una funzione generatrice
{\displaystyle {\frac {z(z+1)^{2}}{(z-1)^{4}}}=\sum _{n=1}^{\infty }O_{n}z^{n}=z+6z^{2}+19z^{3}+\cdots .}
Sir Frederick Pollock affermò nel 1850 che ogni numero è la somma di massimo 7 numeri ottaedrici (Dickson 2005, p. 23): vedi Congettura di Pollock sui numeri ottaedrici.
Se {\displaystyle O_{n}} è l'n-esimo numero ottaedrico e {\displaystyle T_{n}} è l'n-esimo numero tetraedrico allora
{\displaystyle O_{n}+4T_{n-1}=T_{2n-1}.\,\!}